# 이선우 (레이싱 모델)
이선우(본명: 이선영, 1981년 7월 30일 ~ )는 대한민국의 배우, 레이싱 모델이다.

## 경력
- 2005년 한국타이어 레이싱모델
- 2005년 현대자동차 레이싱모델
- 2006년 부산모터쇼 레이싱모델
- 2021년 레전드 레이싱모델

## 방송
- 2005년 MBC 여기는 월드컵
- 2005년 SBS 스포츠중계석
- 2006년 SBS월화드라마 《천국보다 낯선》